# Louis Lombardi
Pour les articles homonymes, voir Lombardi.
Louis Lombardi, né le 17 janvier 1968, est un acteur américain. 
Il apparaît notamment dans Ed Wood (1994) et Spider-Man 2 (2004), et campe le personnage d'Edgar Stiles dans la quatrième saison et cinquième saison de la série télévisée, 24 heures chrono (2005).

## Filmographie

### Comme acteur
- 1993 : Amongst Friends : Eddie
- 1993 : The Making of '...And God Spoke' : Teamster
- 1994 : Le Flic de Beverly Hills 3 (Beverly Hills Cop III) : Snake
- 1994 : Tueurs nés (Natural Born Killers) : Deputy Sparky
- 1994 : Ed Wood : Rental House Manager
- 1995 : The Immortals : Mike
- 1995 : Usual Suspects (The Usual Suspects) de Bryan Singer : Strausz
- 1997 : La Fête des pères (Fathers' Day) : Matt
- 1997 : Suicide Kings : Mickey
- 1998 : Looking for Lola : Louie
- 2000 : The Crew de Michael Dinner : Jimmy Whistles
- 2001 : Destination : Graceland (3000 Miles to Graceland) : Otto Sinclair, Boise Lawyer
- 2001 : Animal! L'animal... (The Animal) : Fatty
- 2002 : Les Voyous de Brooklyn (Deuces Wild) de Scott Kalvert : Philly Babe
- 2002 : Miss populaire (The Hot Chick) : Pole Cat Bar Patron
- 2002 : Hitters : Leoni
- 2003 : Life on Parole (TV) : Joey
- 2003 : Confidence : Alphonse 'Big Al' Moorley
- 2003 : Wonderland : Slim Jim
- 2004 : Spider-Man 2 : Joueur de poker
- 2005 : Tom 51
- 2008 : The Spirit : Phobos
- 2010: Entourage : Cousin Ronnie
- 2009 : Monk (Saison 8, épisode 4) (série TV) : Tommy G.
- 2013 : Players : Archie
- 2016 : Le Combat final

### Comme réalisateur
- 1999 : The Boss

### Comme scénariste
- 1999 : The Boss